# Vikers socken

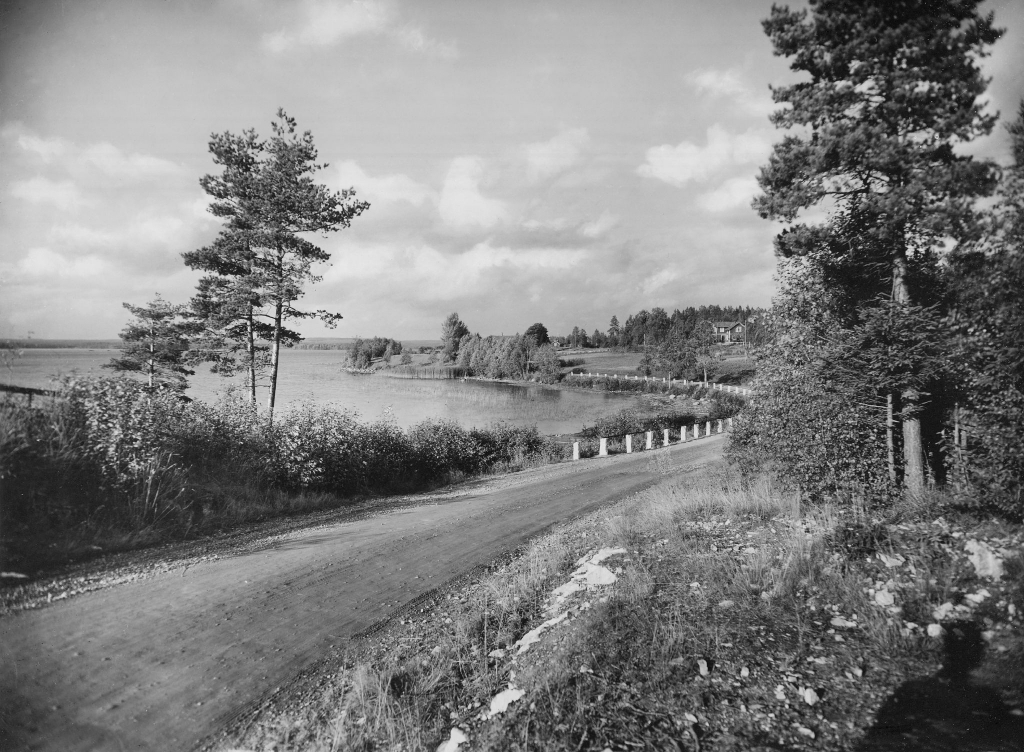
Viker vid Vikern.

Vikers socken i Västmanland ingick i Nora och Hjulsjö bergslag, uppgick 1965 i Nora stad och området ingår sedan 1971 i Nora kommun i Örebro län och motsvarar från 2016 Vikers distrikt.
Socknens areal var 148,57 kvadratkilometer, varav 133,95 land. År 2000 fanns här 563 invånare. Orterna Dalkarlsberg och Vikersvik samt sockenkyrkan Vikers kyrka ligger i socknen. 

## Administrativ historik
Vikers kapellag bildades inom Nora bergsförsamling 1868, och blev egen församling, Vikers församling 1871. 1878 bildades Vikers landskommun genom en utbrytning ur Nora landskommun. Denna inkorporerades 1952 i Noraskogs landskommun som 1965 uppgick i Nora stad som 1971 ombildades till Nora kommun. Församlingen uppgick 2010 i Nora bergslagsförsamling.
1 januari 2016 inrättades distriktet Viker, med samma omfattning som församlingen hade 1999/2000.
Socknen har tillhört fögderier, tingslag och domsagor enligt vad som beskrivs i artikeln Nora och Hjulsjö bergslag.

## Geografi
Vikers socken ligger kring Svartälven och sjöarna Vikern och Malmlången med Kilsbergen i sydost. Socknen är skogrik bergsbygd som i Beteshult i söder når 253 meter över havet.
I Viker ligger byarna Bengtstorp, Skrekarhyttan, Älvhyttan, Gamla Viker, Nya Viker och Dalkarlshyttan. I området har en omfattande järnhantering bedrivits med ett mängd gruvor och ett flertal hyttor. Dalkarlsbergs gruvfält lades dock ned 1948 och Skrekarhyttans hytta blåstes ned 1918.

## Fornlämningar
En boplats från stenåldern är funnen.

## Namnet
Namnet (1276 Wichir) kommer från en gård som i sin tur fått namnet från sjön Vikern, Vikr, 'Viksjön'.

## Befolkningsutveckling
| Befolkningsutvecklingen i Vikers socken 1880–2000                                                       | Befolkningsutvecklingen i Vikers socken 1880–2000 | Befolkningsutvecklingen i Vikers socken 1880–2000 | Befolkningsutvecklingen i Vikers socken 1880–2000 | Befolkningsutvecklingen i Vikers socken 1880–2000 |
| --- | ------------------------------------------------- | ------------------------------------------------- | ------------------------------------------------- | ------------------------------------------------- |
| |                                                   |                                                   |                                                   |                                                   |
| År |                                                   |                                                   | Folkmängd                                         |                                                   |
| 1880 | 1880                                              |                                                   | 2 826                                             |                                                   |
| 1890 | 1890                                              |                                                   | 2 447                                             |                                                   |
| 1900 | 1900                                              |                                                   | 2 215                                             |                                                   |
| 1910 | 1910                                              |                                                   | 1 890                                             |                                                   |
| 1920 | 1920                                              |                                                   | 1 702                                             |                                                   |
| 1930 | 1930                                              |                                                   | 1 530                                             |                                                   |
| 1940 | 1940                                              |                                                   | 1 352                                             |                                                   |
| 1950 | 1950                                              |                                                   | 1 099                                             |                                                   |
| 1960 | 1960                                              |                                                   | 836                                               |                                                   |
| 1970 | 1970                                              |                                                   | 493                                               |                                                   |
| 1980 | 1980                                              |                                                   | 472                                               |                                                   |
| 1990 | 1990                                              |                                                   | 529                                               |                                                   |
| 2000 | 2000                                              |                                                   | 563                                               |                                                   |
| Anm: Källor: Umeå universitet - Tabellverket 1749-1859, Demografiska databasen, CEDAR, Umeå universitet |                                                   |                                                   |                                                   |                                                   |